# 兆祥所
兆祥所，位于北京故宫东北角。

## 简介
清朝，兆祥所原本在景福宫北面，是皇子居所。乾隆七年（1742年）编纂的《国朝宫史》记载，“景福宫之后为兆祥所，今为皇子所居。西为花园，又西即神武门。”兆祥所始建于清朝康熙年间，因康熙帝有35位皇子，增建兆祥四所以补乾清宫东五所、西五所之不足。
清朝乾隆二十五年（1760年），五阿哥永琪自圆明园迁居紫禁城内的兆祥所。乾隆二十五年四月十八日，掌仪司为四阿哥永珹、五阿哥永琪迁移吉期事上奏：“奴才三和、吉庆、四格谨奏，为奏闻事，奴才等遵旨‘草房以及北（兆）祥所修理，四阿哥、五阿哥居住。’房间今于本年四月二十二日告竣。随令钦天监谨择得四月二十四日戊戌宜用辰时迁移吉，四月二十七日辛丑宜用卯时迁移吉等语。今奴才等请四阿哥于二十四日迁移，五阿哥于二十七日迁移，谨此奉闻。”乾隆二十五年四月十八日奉旨：“知道了。四、五阿哥现在圆明园居住，是日将什物搬移以应吉期。钦此。”可见，五阿哥永琪是从圆明园迁移到紫禁城内的兆祥所居住。乾隆二十五年四月二十七日，永琪迁进了紫禁城兆祥所。《国朝宫史续编》记载，乾隆三十一年二月初五日，“总管王常贵奉谕旨：朕于初三日至兆祥所，看视五阿哥病症。”即乾隆帝亲自来兆祥所看望患病的五阿哥永琪。同年三月初八日，永琪病逝。
后来，兆祥所在乾隆年间被拆除，又在宁寿宫垣以北兴建了一座新的兆祥所，规模很小，保存至今。乾隆年间编纂的《日下旧闻考·卷十八》记载，“景福宫之后为兆祥所，今为皇子所居。西为花园，又西即神武门也。（《国朝宫史》）【臣等谨按】今新葺，规制兆祥所在宁寿宫垣之后，《国朝宫史》所称乃旧制也。” 
2012年5月，故宫博物院兆祥所改造工程进行施工招标。2012年5月29日公开开标，北京万兴建筑集团有限公司中标。
除了紫禁城内的兆祥所之外，圆明园内也曾设有兆祥所。《钦定总管内务府现行则例·圆明园》记载，“圆明园亦有兆祥所。”